# 桝元
株式会社桝元（かぶしきがいしゃますもと）は、宮崎県延岡市古城町に本拠を置き、九州を中心にラーメンチェーン店を展開する企業。「元祖辛麺」発祥のラーメン店。「辛麺屋 桝元」の店名で九州5県のほか、山口県、大阪府、群馬県、神奈川県などに多店舗展開している。ニンニク、ニラ、唐辛子たっぷりのメニューで女性ファンが多い。

## 概要
宮崎県延岡市を中心に「辛いけど旨い」をコンセプトに、同県のご当地ラーメンである辛麺のチェーン店を展開。全国に広がった「元祖辛麺」の発祥のラーメン店で、真っ黒な店舗と炎をあしらったデザインの「辛麺屋 桝元」の店名で知られ、本拠地である延岡市を中心に宮崎県内に15店舗出店（2022年1月現在）、県外はFCが多くなっている。辛さを1～25倍の広い段階で選ぶことができ、真っ赤なスープでありながら、独自の甘みとすっきりした後味を出し、若者から高齢者まで幅広い支持を得た。桝元の「元祖辛麺」は、メディアにも多く取り上げられ、宮崎のソウルフードから全国区となった。創業者の長曽我部は、高校卒業後大手食品メーカーに就職し、その後、建設会社勤務を経て27歳の時に、延岡市の繁華街で外国人ナイトクラブの経営を始める。「桝元」はすでに辛麺をメインメニューとして、繁華街を中心にチェーン展開していたが経営不振にあえいでいた。桝元経営者に依頼される形で、長曽我部は店舗を買い取るが、数年後に、条例改正で外国人の雇用が厳しくなり、ナイトクラブを閉店。桝元の再建に全力を傾ける。
長曽我部はそれまでは、飲んだ後の締めの一杯という位置づけであった辛麺を、家族や女性だけでも入れる店舗へと変化させる戦略を立て、当時の味付けをマイルドで広い層に受け入れやすいものへと改良。店舗も繁華街から家族で入りやすい郊外型店舗への移行を進め「辛麺」の評判が口コミを中心として爆発的な広がりを見せた。麺のメニューは「辛麺」「カレー辛麺」「トマト辛麺」、その後追加された1日30食限定の豆乳と塩麺の「白い辛麺」の4種類。サイドメニューに「桝元名物なんこつ」を置き、店舗によっては「味噌なんこつ」が入る。桝元の辛麺は、ニンニク、卵、ニラ、合い挽き肉と食物繊維が豊富な通称「こんにゃく麺」を使用。ヘルシーなイメージが女性客に受け、オーダー用のタッチパネルも導入していることなども手伝い、通常男性客が多いラーメン店では珍しく女性客が7割を占める。その他、「MVPイベント」「学割サービス」などを店舗ごとあるいは、共同で実施し、客を飽きさせない企画を随時行っている。
経営的には、トップダウンではなくボトムアップの経営方針で、担当者に責任を持たせることで成長の原動力としている。マネージャーや店長自らが青年会議所を始めとする地域の様々な団体活動に参加して経営に役立てるといったことを通して、桝元独自の「現場力」「企画力」「発信力」を発揮できる人材育成に取り組んでいる。地元の学生の部活動を応援する「桝元汗だく青春応援プロジェクト」では、ゆるキャラマスコットの「カラーメン」を試合会場や練習場に引き連れ移動販売車で駆け付け、学生に無料で辛麺を提供する企画なども実施。利益の一部を将来への投資に回す活動にも力を入れ、「栄養バランスの授業」を地元高校で行う企画を行うほか、毎年地元高校に求人を出し新卒採用を行い、地元の雇用を促進している。
延岡市の人口は約12万人だが、これに対し辛麺の売り上げは月3万食で、年間換算で市民一人当たり3杯の辛麺を食べている計算になる。店舗のほか、通信販売も行っている。

## 沿革
- 1999年（平成11年） - 長曽我部隆幸がナイトクラブ事業としてクラブパステル開業。
- 2003年（平成15年） - 有限会社パステル設立。「桝元」昭和店買収。
- 2004年（平成16年） - クラブ2号店「蝶々」開店。
- 2007年（平成19年） 
  - クラブ事業を廃業。桝元中央通店、愛宕店を開店。
  - 株式会社桝元へ社名変更。本社移転。
- 2009年（平成21年） - 桝元宮崎本店開店。
- 2010年（平成22年） - 桝元加納店開店。
- 2011年（平成23年） - 桝元佐土原店開店（現在閉店）。生麺パック販売開始。
- 2012年（平成24年） - 桝元イオン延岡店開店。
- 2013年（平成25年）
  - 鹿児島県内へ初出店。国分店、中山バイパス店開店（現在閉店、鹿児島県からは撤退。）。
  - 北九州市・小倉南店開店（現在閉店）。
- 2014年（平成26年） 
  - 関東進出。前橋県庁南店開店。
  - 海外初出店。韓国カンナム店開店。
  - 大分本店開店。
- 2016年（平成28年） - 桝元赤江店開店。
- 2019年（令和元年） - 12月17日、9月22日に発生した竜巻被災者の救援を目的に「辛麺屋桝元」全店の店頭や、各種イベントに出店した販売車に募金箱を設置するなどして集めた義援金100万円を延岡市へ義援金として寄付を行う[5]
- 2020年（令和2年）
  - 福岡に積極展開するほか、神奈川県で7-8店舗の直営ドミナント出店の方針[4]。
  - 6月20日、辛麺発祥の地に桝元本店が開店[6]。

以上

## 店舗

### 宮崎県
- 桝元本店
- 愛宕店
- 昭和町店
- イオン延岡店
- 日向インター店
- 亀崎店
- 都北店
- 五十市店
- 宮崎本店
- 赤江店
- 花山手店
- 中央通店
- イオンモール宮崎店
- 住吉店
- イオンモール都城駅前店
- 大塚店

### 大分県
- 大分本店（FC）
- 大分南店（FC）
- 中津店（FC）
- 大分別府店（FC）
- 大分判田店（FC）
- 大分たのうらら店（FC）

### 福岡県
- 若松大鳥居店
- 橋本店
- 香椎店
- BRANCH博多パピヨンガーデン店
- 原田店
- 八幡店（FC）
- 中洲本店（FC）
- 沼本町店（FC）
- 行橋店（FC）
- 門司店（FC）
- 久留米店（FC）
- 筑紫野店（FC）
- イオンモール大牟田店（FC）
- マークイズ福岡ももち店
- ゆめタウン飯塚店
- イオンモール福岡店
- 大名店（FC）
- ジアウトレット北九州店
- イオンスタイル笹丘店

### 熊本県
- イオンモール熊本店
- 十禅寺店
- 宇土シティモール店

### 佐賀県
- 佐賀本庄店（FC）
- 夢咲店（FC）

### 長崎県
- 諫早店（FC）

### 鹿児島県
- 姶良加治木店
- 国分隼人店

### 沖縄県
- イオンモール沖縄ライカム店（FC）

### 広島県
- 広島LECT店（FC）

### 大阪府
- 大阪本店（FC）

### 神奈川県
- 大和店
- ラゾーナ川崎プラザ店
- ららぽーと湘南平塚店
- ジアウトレット湘南平塚店

### 群馬県
- 高崎インター店（FC）
- 前橋県庁南店（FC）
- 前橋下小出店（FC）
- イオンモール高崎店（FC）

### 千葉県
- イオンモール木更津店
- イオンモール成田店
- イオンモール幕張新都心店

### 東京都
- 明大前駅店
- 秋津店（FC）
- 下北沢店
- 東京大山店（FC）

以上